# Torre Ercilla
La Torre Ercilla (en euskera: Ertzila dorretxea) es una casa torre del siglo XV que se ubica en el municipio vizcaíno de Bermeo en el País Vasco en España. Este edificio alberga el Museo del Pescador. 
Esta casa-torre es la única que se mantiene en pie en el municipio, a pesar de haber contado con muchas otras. Está situada en la zona alta del puerto viejo. La fachada mantiene elementos de defensa debido a la función que desempeñó durante años, albergando la seguridad de la villa. Perteneció a la familia del poeta Alonso de Ercilla, autor de La Araucana. A principios del siglo XX se hallaba en malas condiciones, si bien se mantuvo en pie gracias a que albergaba las viviendas de varias familias en régimen de alquiler; entre los inquilinos se contaban el pintor Benito Barrueta y sus padres. En el año 1944 fue declarada Monumento Histórico Artístico y desde 1947 es propiedad de la Diputación Foral de Vizcaya.

## Reformas realizadas
- En el año 1948, fue reformada.
- Desde el año 1948 alberga el Museo del Pescador.
- En el año 1985 se realizaron mejoras en el tejado y el espacio interior de la mano de la Diputación Foral de Vizcaya, con el fin de aprovechar mejor su espacio.
- Entre los años 1994 y 1995 se renovó la fachada.
- Año 2015 se renovó el interior del edificio.

## Edificio
Las sólidas paredes del edificio indican el resguardo que proporcionaba la torre. Las piedras que forman la fachada que puede ser observada desde la Plaza Torrontero, están trabajadas y tienen un aspecto cuidado. Las piedras que forman la fachada trasera, es decir, las que dan a un patio vecinal son de peor calidad y su estética no está igual de cuidada.